# Grand Capucin
Grand Capucin é um cume no Maciço do Monte Branco. É considerado pelos alpinistas como um pico maior nos Alpes. Com a sua forma característica de obelisco, impõe a sua  verticalidade de 400 m de desnível, acima do Glaciar do Gigante, e as dificuldades que oferece fazem-no ser citado no n.º 89 das 100 mais belas corridas de montanha.

## Toponímia
O capuchinho faz referência à forma em capuz, e mais precisamente ao capuz longo e afilado usado pelos capuchinhos, como são chamados os frades menores.

## Situação
Com o monte Maudit a sudoeste, a Aiguille de la Brenva e a Tour Ronde a sul, na vertical da parte meridional do glaciar do Gigante, o Grand Capucin encontra-se na extremidade oriental do monte Branco do Tacul ao lado do Petit Capucin e do Pico Adolphe Rey. Os refúgios mais próximos são o Refúgio Torino e o Refúgio des Cosmiques .

## História
A sucessão de múltiplos pequenos extra-prumos em toda a volta da parede, contribuiu a que ela só fosse conquistada em 1951 por Walter Bonatti, mas só depois de ter feito duas tentativas no ano anterior onde havia parado numa parede lisa de 40 m (6C+). Para conseguir passar, utilizou aquilo que já havia sido utilizado nas Dolomitas desde 1930, a técnica da escalada artificial, que faz uso de pontos de segurança que ele mesmo cria para lhe permitir a ascensão .

## Ascensões
Este capítulo foi inteiramente copiado da versão francesa, referências incluídas.
As diferentes vias são descritas sequencialmente a partir de sul-sudeste e no sentido contrário aos ponteiros do relógio, em volta do Grande Capuchinho 

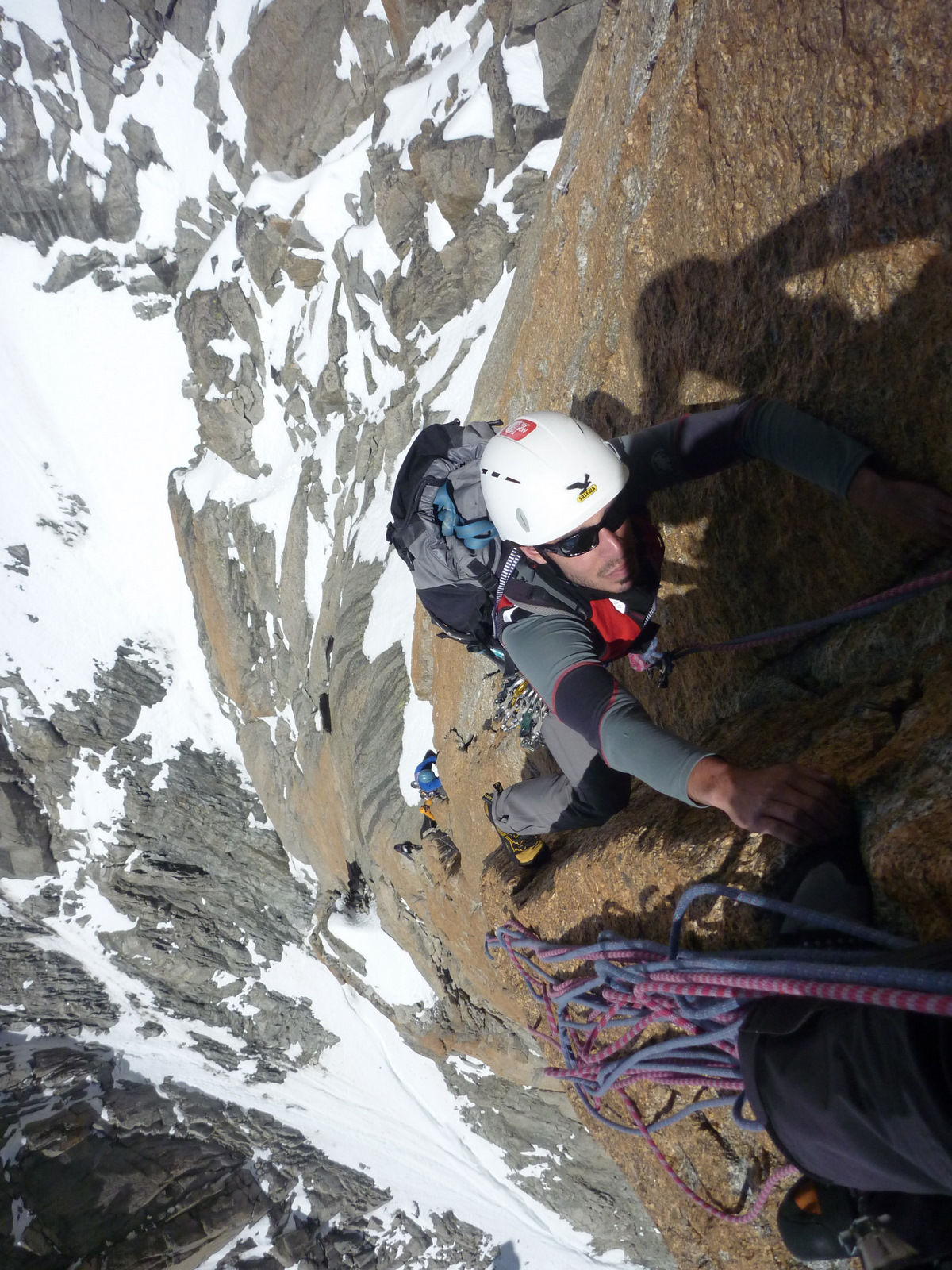
Na Voie des Suisses

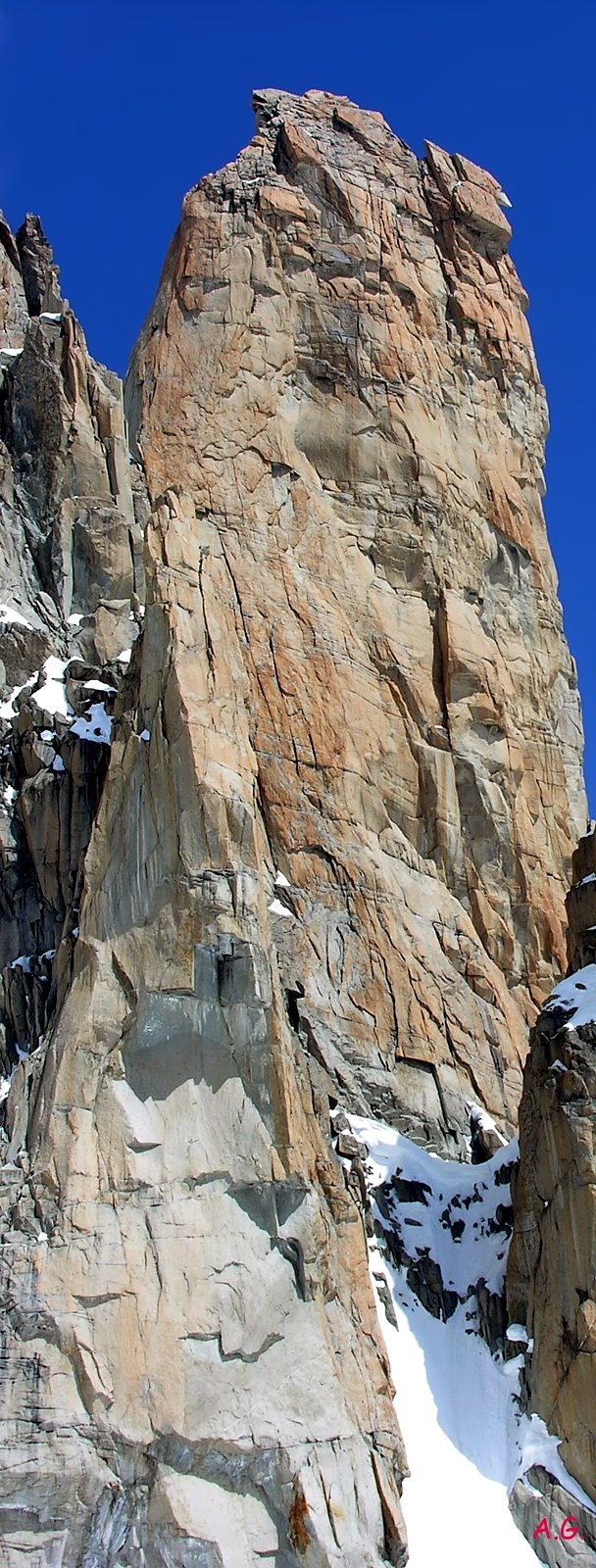
O Grand Capucin

| Orientação | Nome da via                    | Feito por:                                                    | Date                     | Dificuldade p/ long.   | Comp. total                   |
| ---------- | ------------------------------ | ------------------------------------------------------------- | ------------------------ | ---------------------- | ----------------------------- |
| Pilar SSO  | O sole mio                     | Michel Piola, Pierre-Alain Steiner                            | 21, 22 Abr.1984          | VI/A0/ED               | 250 m                         |
| Dièdre S   | Voie des Suisses               | C. Asper, M. Bron, M. Grossi et M. Morel                      | 24, 25, 26 Jul. 1956     | III/IV/V/VI/A1/A2/TD+  | 300 m                         |
| Parede S   | Sourire de l'Été               | Gaetano et Romain Vogler                                      | 24, 25 Ago. 1981         | VI/A2/ED+              | 300 m                         |
| Parede S   | De fil en aiguille             | JL. Amstutz, V. Banderet et R. Vogler                         | 31 Jul. 1991             | VI/VII/A1/EX           | 300 m                         |
| Parede S   | Variante Panoramix             | C. Dalphin, R. Habersaat, T. Grassin C. Reuille, B. Voltolini | Verão 1962               | VII/A2                 |                               |
| Parede S   | Eau et gaz à tous les étages   | Jean-Marc Boivin, F. Diaferia et M. Moioli                    | 28, 29 Jul. 1984         | VI+/A3/ED+             | 400 m                         |
| Parede S   | Voyage selon Gulliver          | PA. Steiner et M. Piola                                       | 18, 19 Jul. 1982         | VI/A0/ED+              | 300 m                         |
| Parede SE  | Voie Lecco                     | G. Cariboni, C. Ferrari, C. Mauri, A. Anghileri et P. Negri   | 30 Jul.- 1 Ago. 1968     | V+/VI/VII/A1/A2/ED     | 300 m                         |
| Parede SE  | Flagrant délire                | Jean-Marc Boivin, M. Piola                                    | 13, 14 Ago. 1983         | VI/A3/ED+              | 400 m                         |
| Parede SE  | Elixir d'Astaroth              | M. Piola, PA. Steiner, R. Vogler                              | 18, 19, 20 Ago. 1981     | VI/A2/ED+              | 400 m                         |
| Parede E   | Odyssey                        | Jim Bridwell et Giovanni Groaz                                | Oct. 1999                | VI/5.9/A4/EX           | 450 m                         |
| Parede E   | Voie Bonatti                   | W. Bonatti et L. Ghigo                                        | 20, 21, 22, 23 Jul. 1951 | IV/V+/VII/A1/A2/A3/TD+ | 400 m                         |
| Parede E   | Po-Eticomania                  | F. Delisi et E. Jovane                                        | 1, 2 Ago. 1986           | VII/A2                 | 400 m                         |
| Parede E   | Alta tension                   | MA. Gallego et JL. Gallego                                    | 1983                     | ED sup                 | 250 m                         |
| Parede E   | Directe des Capucines          | E. Belin, Jean-Marc Boivin et M. Moioli                       | 9, 10 Jul. 1983          | VI/A0/ED               | 400 m                         |
| Face NE    | Russkaya Zima (hiver Russe)    | M. Devi et A. Klenov                                          | 13, 15 Fev. 1999         | ED, A3/6c max          | 400 m                         |
| Face NE    | Zimniy voyag (voyage hivernal) | A. Routchkine et R. Zaitov                                    | 13 au 17 Fev. 1999       | ED+, A4/6c max         | 400 m                         |
| Face NE    | Laratoune                      | F. Gentet, A. Cayrol e F. Bernard                             | Inverno 1998             | 4+, Course Glace       | Permet de faire le tour du GC |
| Face N     | Paragot-Bérardini              | L. Bérardini e R. Paragot                                     | 24, 25 Jul. 1955         | ED                     | 250 m                         |
| Face N     | Marche à l'ombre               | D. Brau-Mouret et M. Challamel                                | 5, 6, 7 Jan. 1999        | A2+, 5c, mixte, 80°    | 250 m                         |